# Cyphozonus costatus
Cyphozonus costatus är en mångfotingart som beskrevs av Carl 1913. Cyphozonus costatus ingår i släktet Cyphozonus och familjen Campodesmidae. Inga underarter finns listade i Catalogue of Life.